# Kanegra
Kanegra (wł. Canegra) – wieś w Chorwacji, w żupanii istryjskiej, w mieście Buje. W 2011 roku pozostawała niezamieszkana.